# Guidetto
Guidetto est un architecte et un sculpteur, actif en Toscane entre la fin du XIIe siècle et 1220 environ.
C'est le premier artiste connu et pour lequel on possède des archives, qui appartint à la confraternité des « Guidi », originaires de Lombardie. Personnalité aux contours non encore complètement définis, Guidetto est le plus important représentant de la première génération de cette corporation, employé dans des ouvrages de grand prestige comme la décoration de la façade de la cathédrale Saint-Martin de Lucques. Il n'a peut-être pas été assez souligné son rôle de créateur d'une nouvelle esthétique architecturale, fusion homogène des archétypes pisans, lucquois et lombards, véhiculée au moins par son école et qui dut lui valoir durant sa vie une solide notoriété ; sa présence sera fondamentale pour le développement de l'art roman en Toscane.

## Biographie
Le probable parcours de la formation de Guidetto peut être reconstruit à travers l'étude stylistique de ses œuvres ; celles pour lesquelles des documents prouvent sa paternité ainsi que celles qui sont le plus assurément attribuées à son intervention. Son style se reconnaît par une riche ornementation, une recherche constante de formes et effets décoratifs, un répertoire étendu de type végétal, géométrique, mais aussi zoomorphe et humain. Sa sculpture se distingue par son goût pour les surfaces lisses aux volumes bien marqués et définis, sa taille incisive et un usage fréquent de la perceuse, tous éléments qui sont des signes distinctifs du fondement lombard de l'éducation de Guidetto et donc de son origine comacina (de la région de Côme) ou ticinese (canton du Tessin). Ces considérations semblent irréfutables aux yeux de la critique, même en l'absence de référence documentaire. Une autre caractéristique de Guidetto est l'ajout de compositions bicolores qui lui ont été inspirées par les réalisations pisanes. Ce nouveau style, 
- parvint en quelques années à supplanter la linéarité calligraphique des artistes classiques de formation pisane qui se retrouve dans les réalisations de pleine maturité des sculpteurs de la fin du XIIe siècle comme Guglielmo (it) et Biduino,
- pourrait bien être la base à la formation des artistes lombards en Toscane de la première moitié du XIIIe siècle comme les Bigarelli,
- aurait eu une répercussion sur la sculpture de la totalité du siècle avec Giraldo da Como (it) et son école.

Cela laisse percevoir le rôle important d'innovateur et de chef de file que Guidetto devait revêtir. Il ne semble pas toutefois s'appuyer sur de grandes capacités introspectives ni de représentation des émotions humaines, mais reste toujours dans le domaine d'une froide narration.

## Difficulté d'attribution
Il est impossible de délimiter avec certitude les œuvres dues à Guidetto ; à cela deux raisons :
- le mode d'organisation du travail de cette communauté de sculpteurs qui a systématiquement recours à une fréquente rotation des intervenants, favorisant une grande circulation des artistes et donc, une rapide et constante modification de l'organigramme des ateliers[4].
- Cela est encore compliqué par la coutume des familles d'artistes à transmettre le même nom du père au fils afin de constituer une unité identitaire de l'entreprise. Le nom le plus récurrent est celui de « Guido »[5] ; ainsi l'on constate la présence de nombreux artistes sur les chantiers du XIIIe siècle qui portent ce même nom[4].

Entre la fin du XIXe siècle et les années 1990, il s'est développé une longue et inextricable polémique concernant l'existence, la pertinence et le dénombrement des sculpteurs de ce nom dans le XIIIe siècle toscan ; même si deux importants travaux basés sur des documents, apportent quelques lumières sur la distinction entre Guidetto et les autres artistes homonymes successifs, en particulier Guido et Guidobono Bigarelli.
Nous ne connaissons ni les modalités ni l'époque précise de l'arrivée de Guidetto en Toscane et ceci rejoint une autre question concernant la problématique attribution de deux épigraphes qui pourraient être les témoins des premières activités de l'artiste :
- La première, perdue, dont la paternité est revendiquée par un Guido pour l'exécution d'une sculpture de la façade de la cathédrale de Pise, datée de 1183, s'appuie sur un document de la même époque concernant un artiste de ce nom. Il n'est malheureusement pas possible d'étayer davantage cette éventuelle attribution, mais elle ouvrirait une autre l'hypothèse sur la précocité de la présence à Pise de Guidetto et de son exécution des consoles intérieures du premier ordre du baptistère[2].
- La seconde inscription certifie la réalisation, de la part d'un sculpteur du nom de Guido, du portail latéral de l'église Santa Maria Corteorlandini (it) à Lucques en 1187-1188. Les lions de ce portail, en accord avec ce qui reste de la décoration archaïsante qui se trouve sur le côté méridional de la construction, s'opposent toutefois avec force à un rapprochement avec les claires et brillantes créations du maître[2].

Par contre, le Guido nommé en 1191 et en 1196 au service de l'Opera de la cathédrale de Lucques est clairement identifiable avec Guidetto dont la présence sur ce chantier est également attestée en 1204,.

## Attributions

### Lucques et environs
La première œuvre pour laquelle est reconnue l'intervention certaine de Guidetto est la décoration de la façade de la cathédrale Saint-Martin à Lucques,,. Ses prestations se situent au niveau des trois arcades à claire-voie qui sont placées au-dessus du portique et de quelques grandes consoles de soutien. Une inscription certifie la paternité de l'intervention et mentionne la date de début des travaux : « En l'année 1204 fut exécuté de la main fameuse de Guidetto ». Cette phase des travaux succéda aux deux déjà accomplies au cours des décennies précédentes et qui conduisirent à l'édification du porche-narthex. C'est avec une nette différence stylistique et une sensibilité nouvelle dans les volumes et les couleurs que Guidetto élabore le plan décoratif de la façade de l'édifice, en se basant sur les éléments formels de l'architecture pisane du siècle passé, sur des modèles déjà existants à Lucques, pris par exemple, dans les absides de l'église San Michele in Foro ou dans celle de Santa Maria Forisportam (it), mais toujours en les modifiant substantiellement. On constate, par ailleurs, une plus perceptible distanciation entre les plans constitués par le mur principal et l'écran que forment les files de colonnes ; également, une prédominance continuelle d'épisodes décoratifs ou narratifs. Guidetto s'applique, en outre, à rechercher une vigoureuse richesse ornementale en usant largement du contraste bicolore des pierres, héritage des réalisations toscanes, dans de virtuoses marqueteries de marbre dont les motifs puisent généreusement dans les répertoires iconographiques occidentaux, en particulier dans ceux des arts mineurs de l'enluminure, de la joaillerie et du textile. 

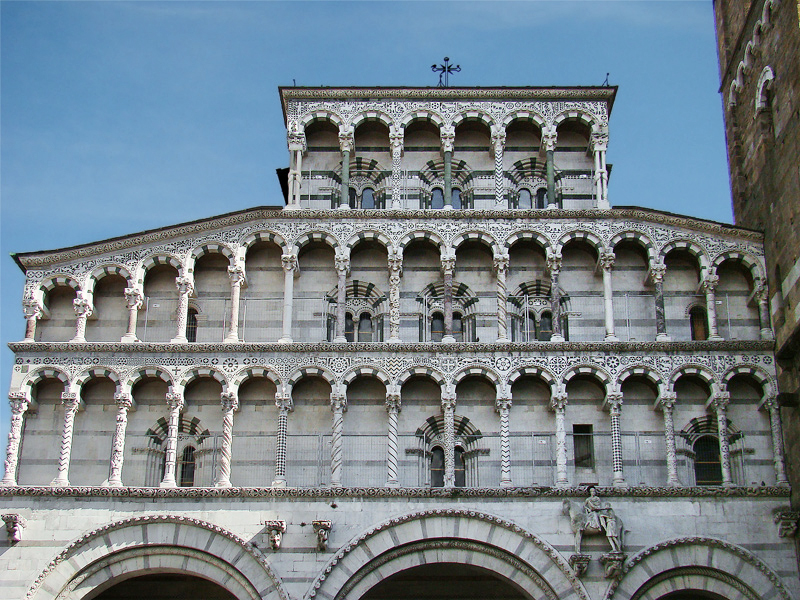
Façade de la cathédrale de Lucques
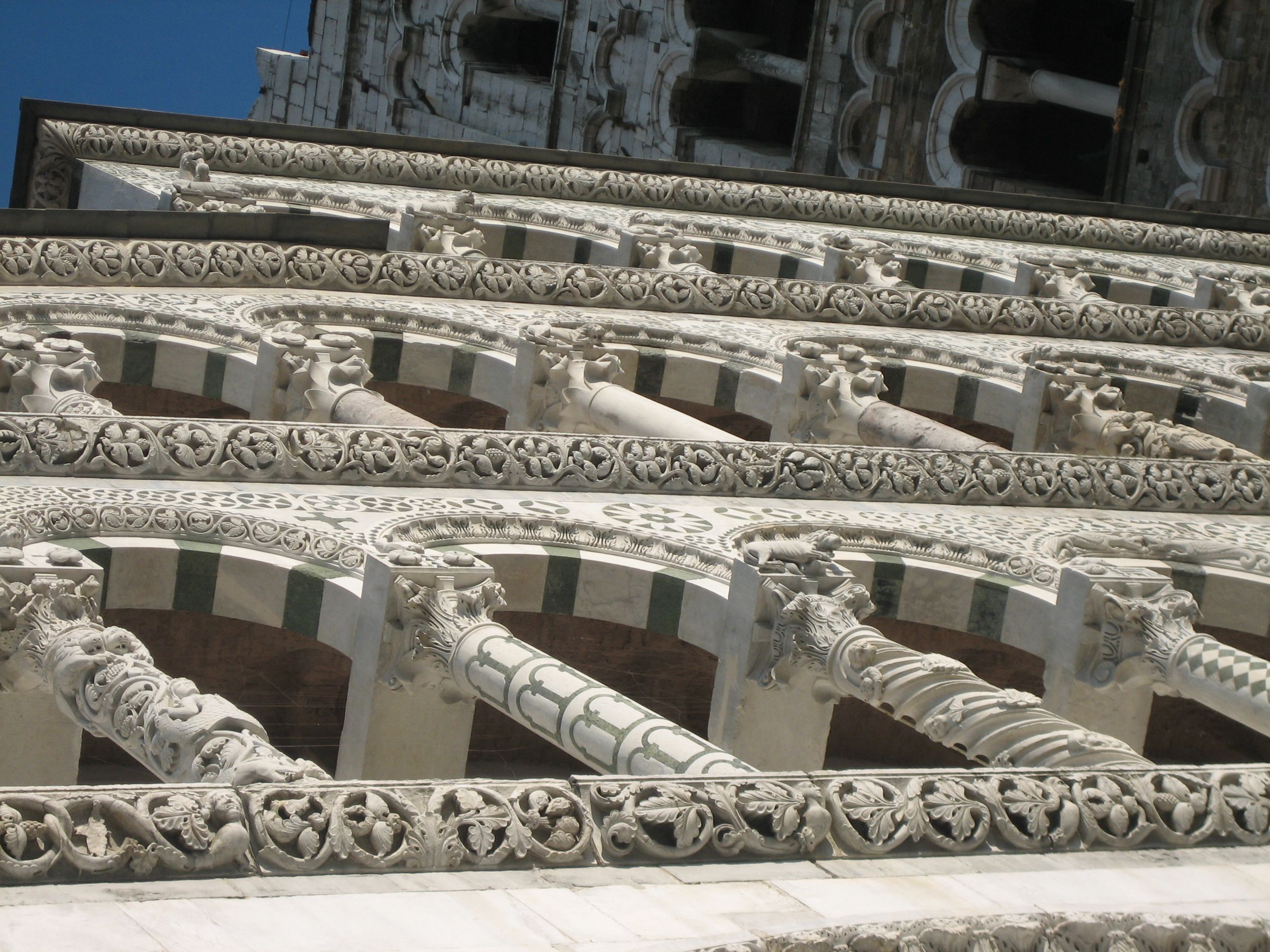
Détails des galeries
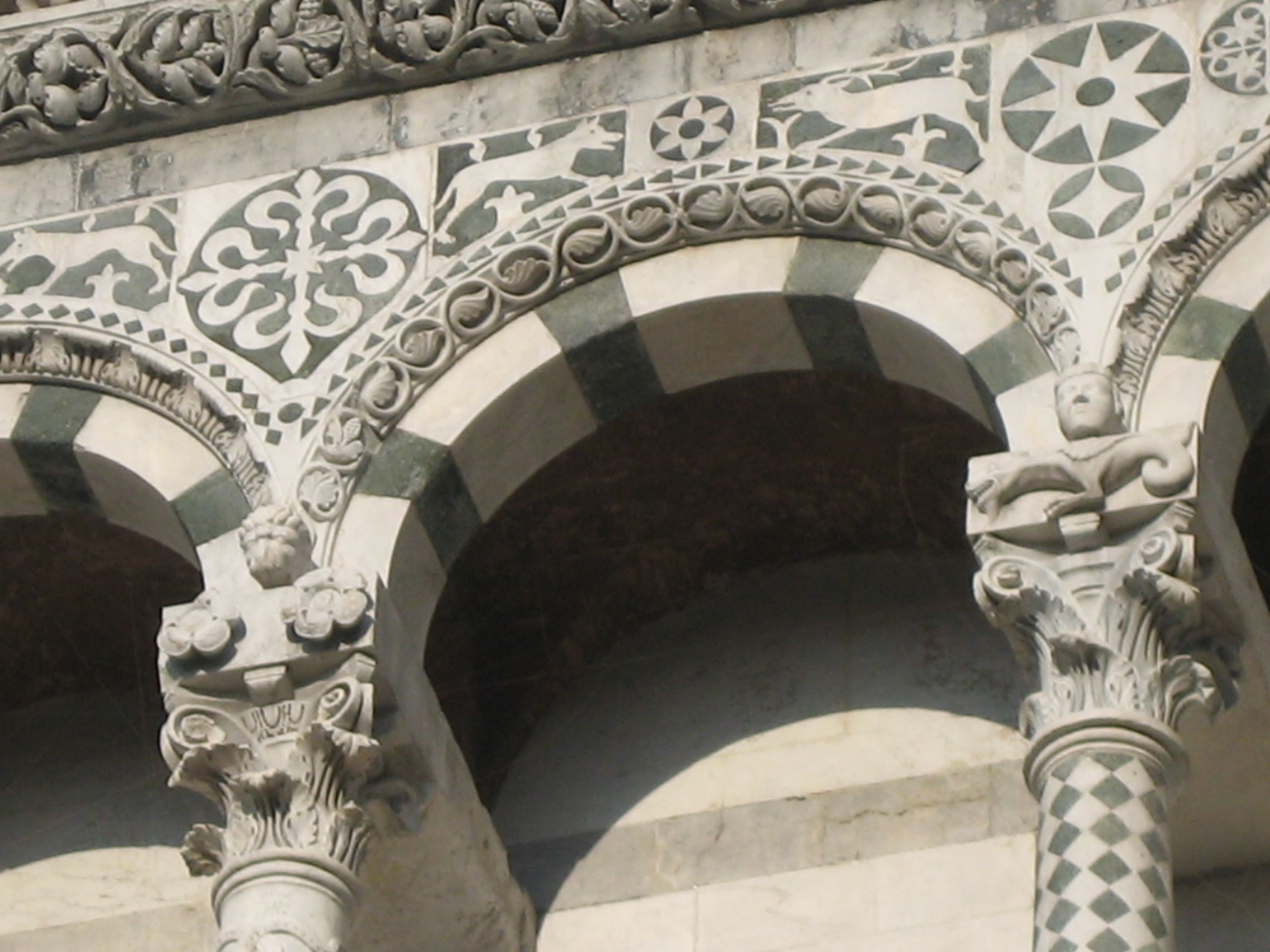
Incrustations

Il existe par ailleurs de nombreuses traces de la vraisemblable activité de Guidetto durant les années précédentes et contemporaines à celles durant lesquelles il travailla à la cathédrale lucquoise :
- Dans le second cloître de San Ponziano (it), quelques colonnettes et chapiteaux sculptés avec des motifs zoomorphes sont ce qui semble être les restes d'une reconstruction exécutée par Guidetto et son école autour de 1203[11].
- Non loin de celui-ci, se trouvent les restes des aménagements sacrés du chœur di Santa Maria Forisportam, aussi à Lucques (museo Nazionale di Villa Guinigi).
- Quelques églises de Lucques présentent, en particulier au niveau des portails, des similitudes, du point de vue de la composition, de l'iconographie et du style, avec les parties attribuées à Guidetto sur la façade di San Martino, il s'agit des églises suivantes : Santi Giovanni e Reparata (it)[12], San Cristoforo (it), Sant'Andrea (it), San Giusto (it).

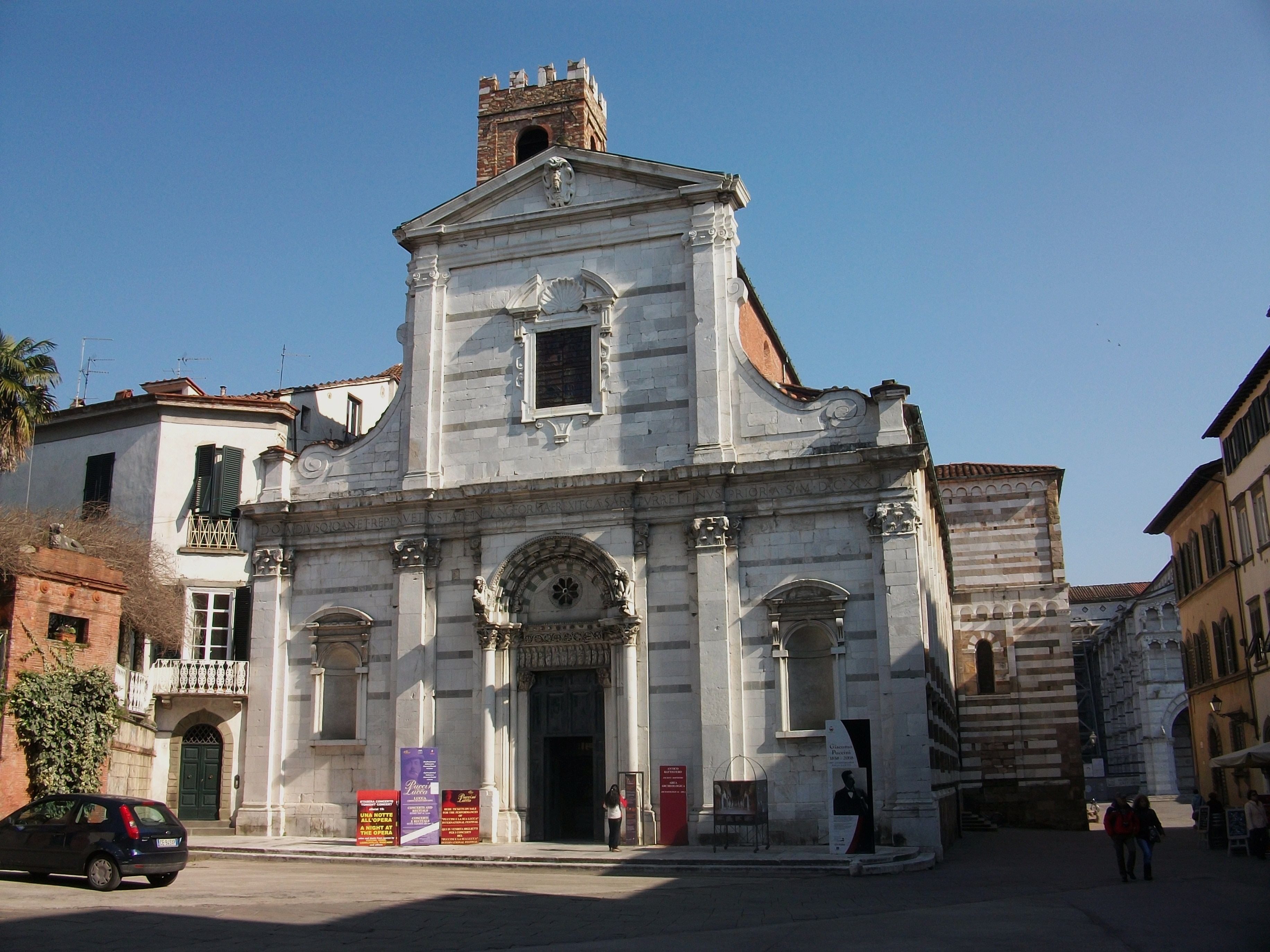
Façade de Santi Giovanni e Reparata
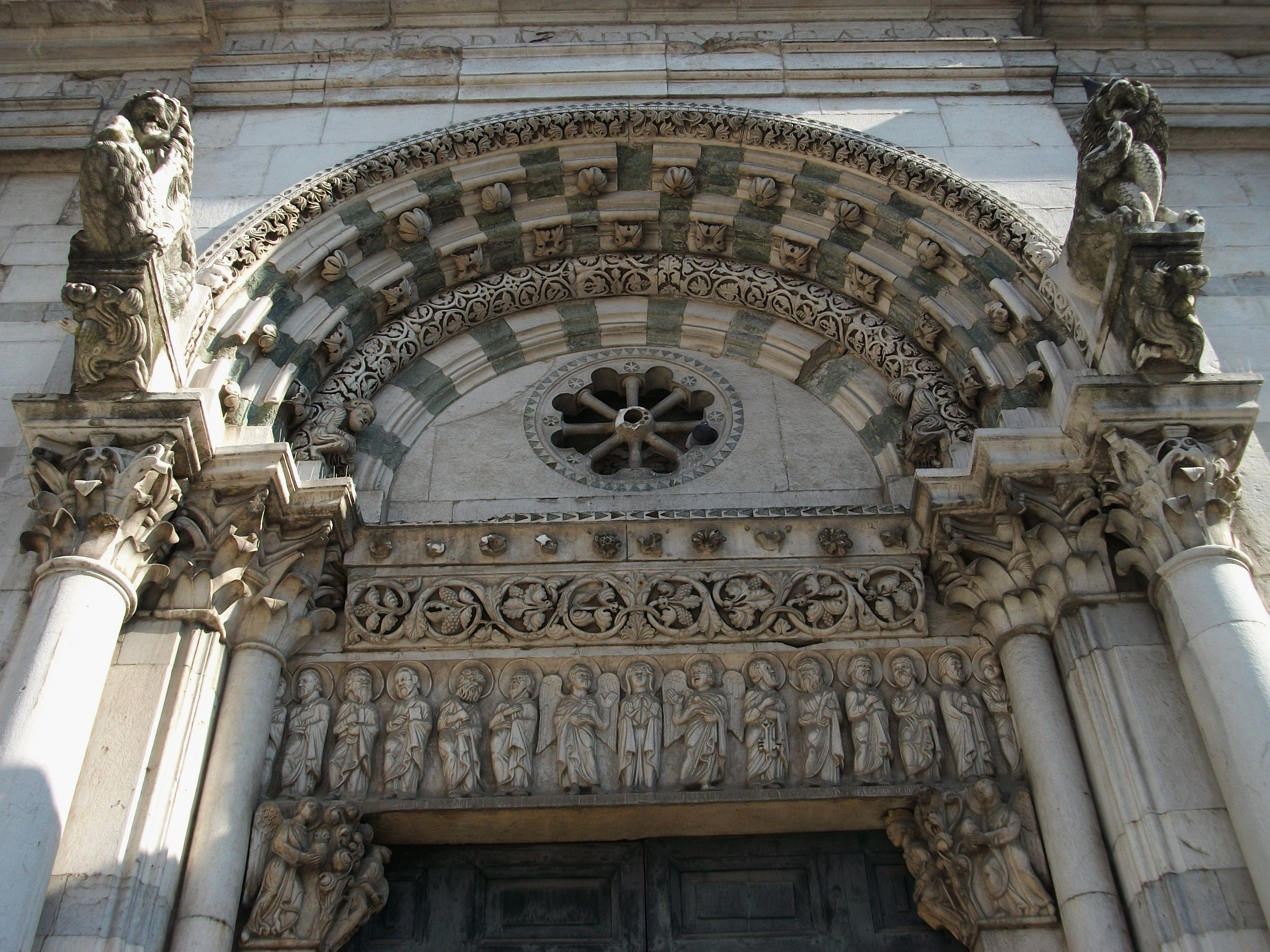
Portail Santi Giovanni e Reparata
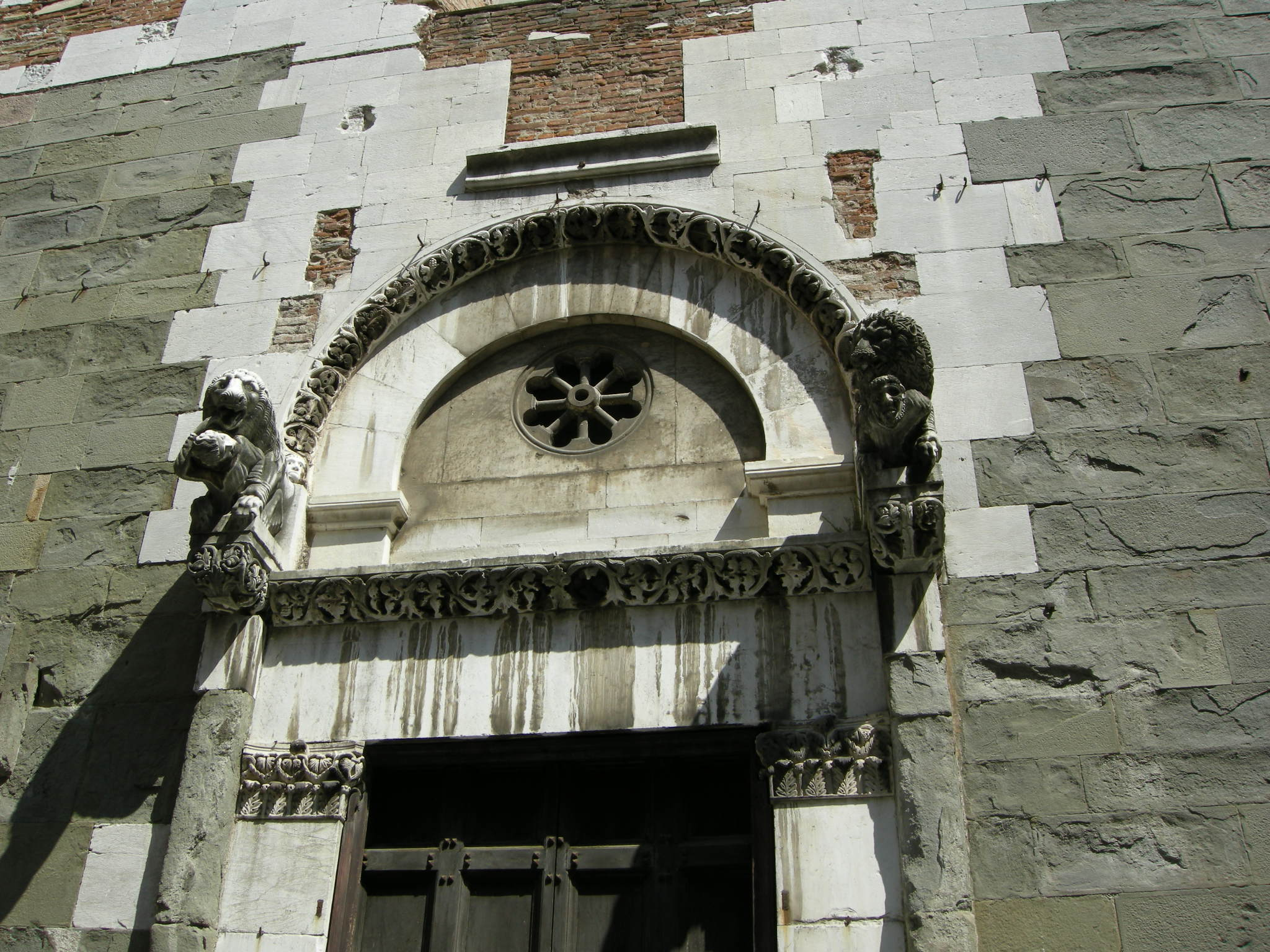
Portail di Sant'Andrea

D'autres édifices à l'extérieur de la ville : église San Leonardo in Treponzio (it), un peu à l'extérieur de la ville, église San Michele in Foro, église Santa Maria Assunta (it) à Villa Basilica.

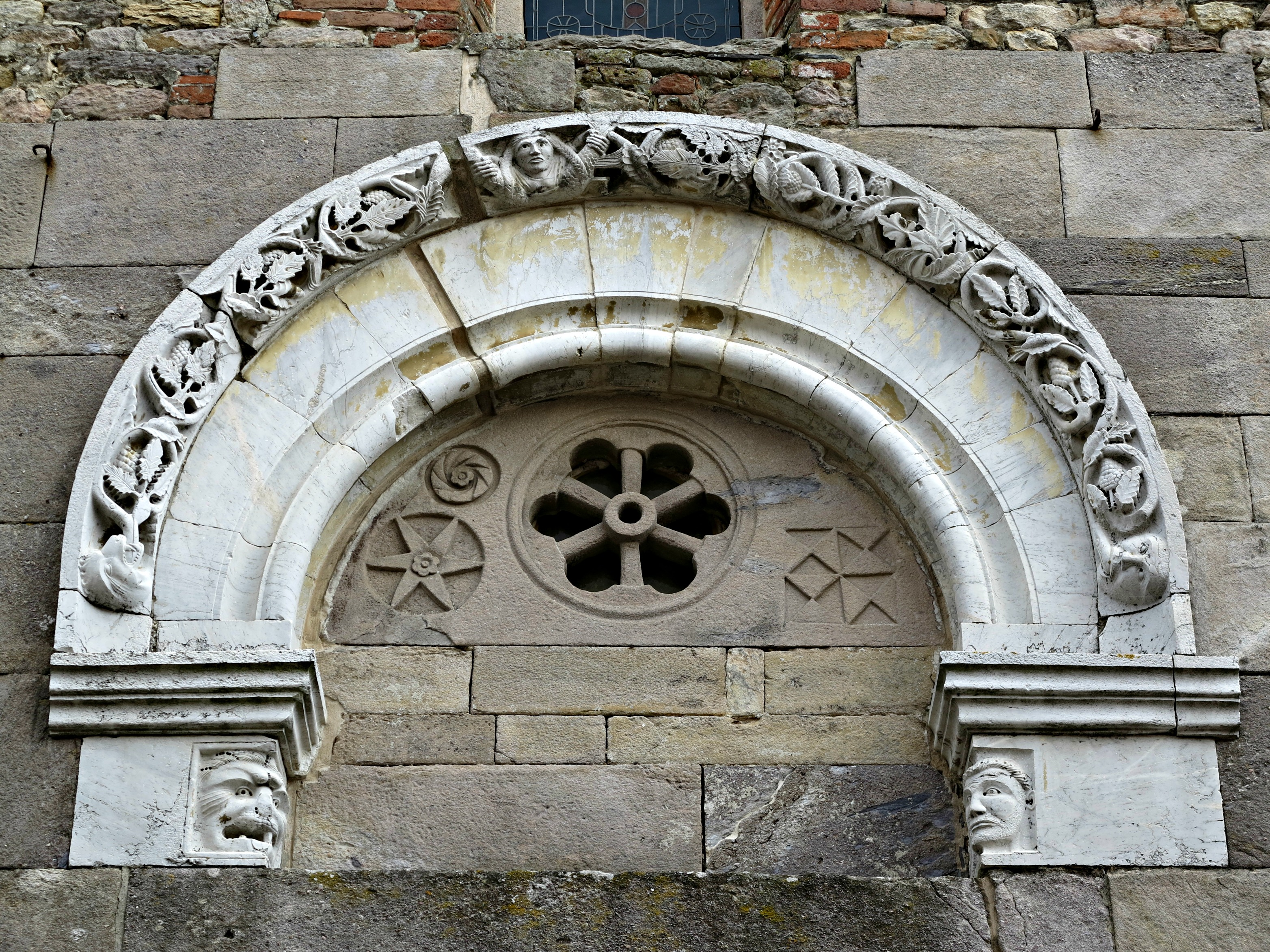
Portail de San Leonardo in Treponzio
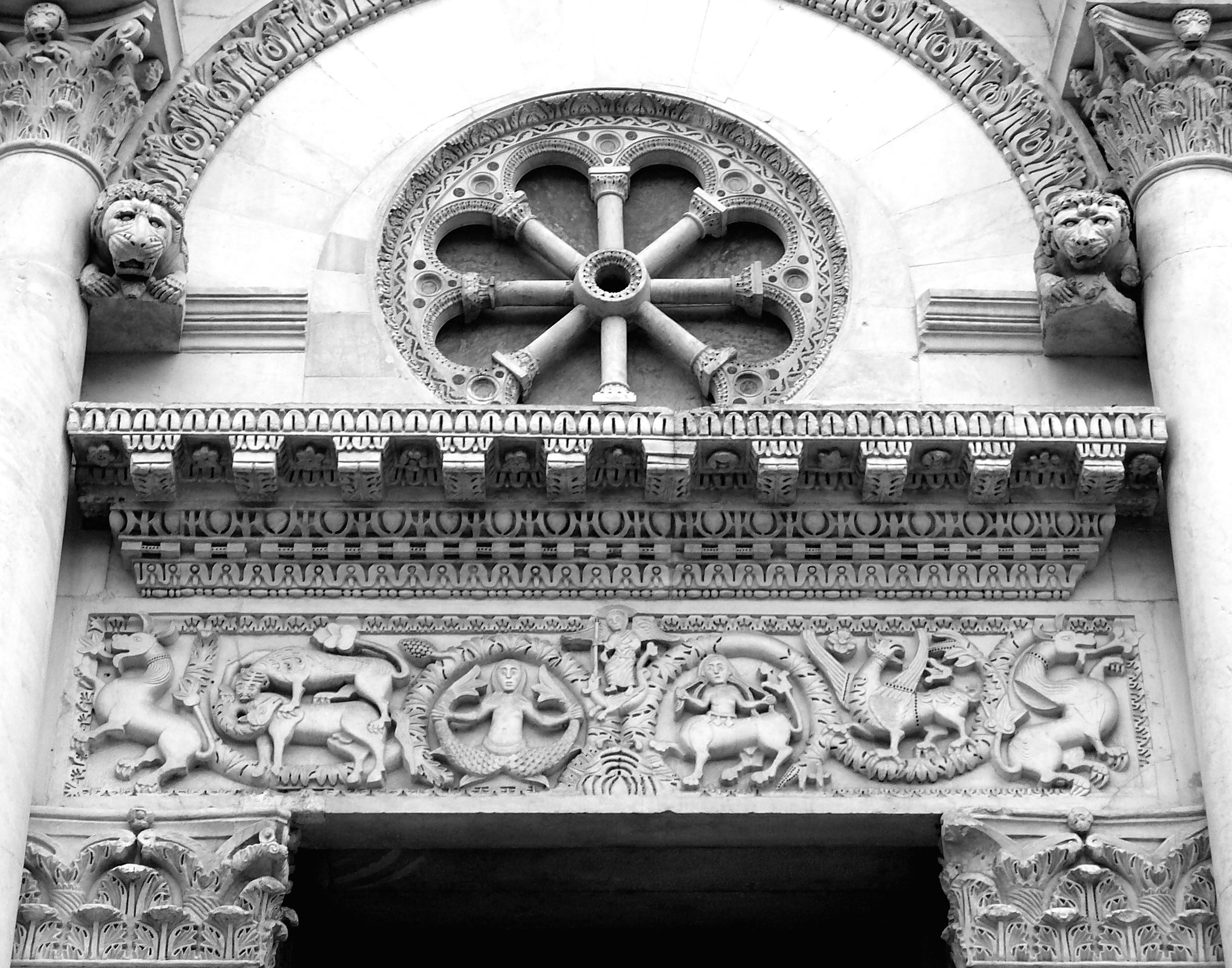
Portail de San Michele in Foro

Chacun de ces édifices constitue un cas particulier digne d'un examen complet et d'une analyse détaillée des phases de construction ; pour une part, ce travail a commencé depuis peu et,,, de toute évidence, des différences qualitatives ou iconographiques dénoncent l'intervention de nombreux ateliers d'inégales qualifications. Quelques-unes d'entre elles (c'est le cas de San Leonardo in Treponzio) sont encore rattachées aux caractéristiques du style de Biduino et de sa génération, alors que dans d'autres cas on assiste aux typiques simplifications des formes du second quart du XIIIe siècle. Ces éléments aident d'ailleurs à placer l'exécution des œuvres telles dans un éventail chronologique étendu des dernières années du XIIe siècle (San Giovanni, San Leonardo in Treponzio) aux premières années du XIIIe siècle (partie inférieure de la façade San Cristoforo et San Giusto) et aux seconde et troisième décennies du siècle (partie inférieure de la façade Sant'Andrea et San Michele). Il est difficile sinon impossible de distinguer ici, comme sur la façade de la cathédrale, les directes interventions du maître de celles de ses élèves ; cela est compliqué encore par les bouleversements des goûts auxquels on assiste sur la partie supérieure de la façade San Martino et San Michele (multiplication de la décoration sculptée et invasion de surfaces incrustées aux formes zoomorphes dans les encadrements). Pour autant on ne peut exclure une éventuelle nouvelle phase stylistique de Guidetto, mais il paraît plus raisonnable d'y voir une relève des autres maîtres sur l'ouvrage. Cette dernière hypothèse est compatible avec les sources qui nous sont parvenues et qui signalent la présence d'un maître du nom de Pratense à la direction des travaux de San Martino, autour de 1330 et témoignent de l'activité de Guidetto sur un autre chantier, à Prato, comme architecte pour la reconstruction de la paroisse (puis cathédrale) de San Stefano, à partir de 1211. L'identification de ce maître avec Guidetto de Lucques est dans ce cas autorisée par un document dans lequel il est défini comme : « marmolarius sancti Martini de Lucca », document qui précise que le nouveau contrat contraint l'architecte à ne pouvoir retourner à Lucques que quatre fois par an ; ce qui lui ôtait la possibilité effective de pouvoir réellement contrôler les activités du chantier de la cathédrale lucquoise, et qui explique les différences de styles constatées.

### Prato
À Prato, malgré les tentatives de reconstitution de l'aménagement original de la façade de l'église, de laquelle il ne reste que quelques fragments sculptés et des morceaux de structure, les informations disponibles ne permettent pas aujourd'hui de formuler de précise hypothèse sur l'intervention du maître, sinon la présence de la bichromie des pierres, un couronnement à arcades sur consoles et la forme de quelques ouvertures. Dans le cloître, on retrouve des chapiteaux très décorés de motifs zoomorphes successeurs de ceux présents sur les colonnes de San Martino et pareillement similaires à ceux de la façade de San Michele à Lucques et dans le baptistère de Pise. Il est possible que les travaux à Prato se soient prolongés sur plusieurs décennies au cours du premier tiers du XIIIe siècle et que Guidetto ait graduellement introduit ses propres élèves sur le chantier.

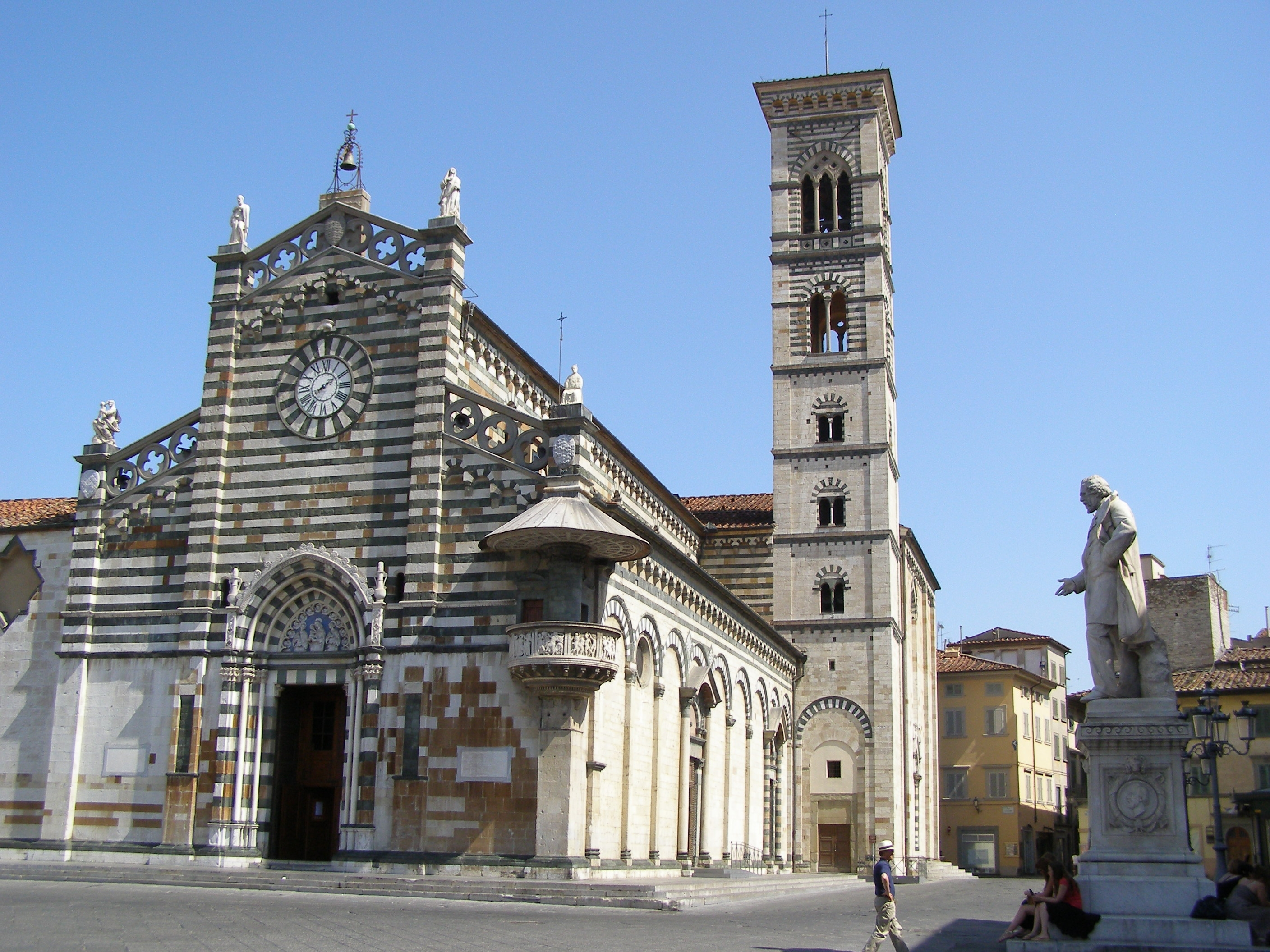
Cathédrale de Prato
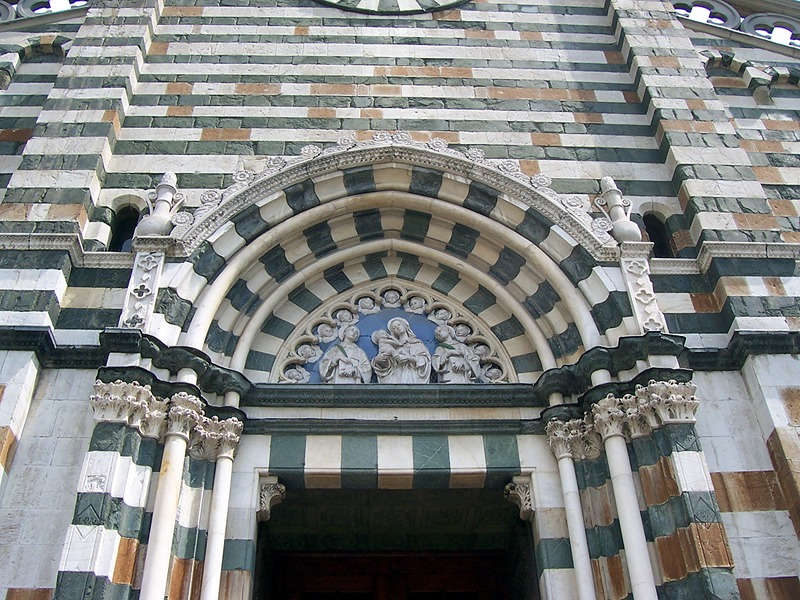
Portail principal, Prato
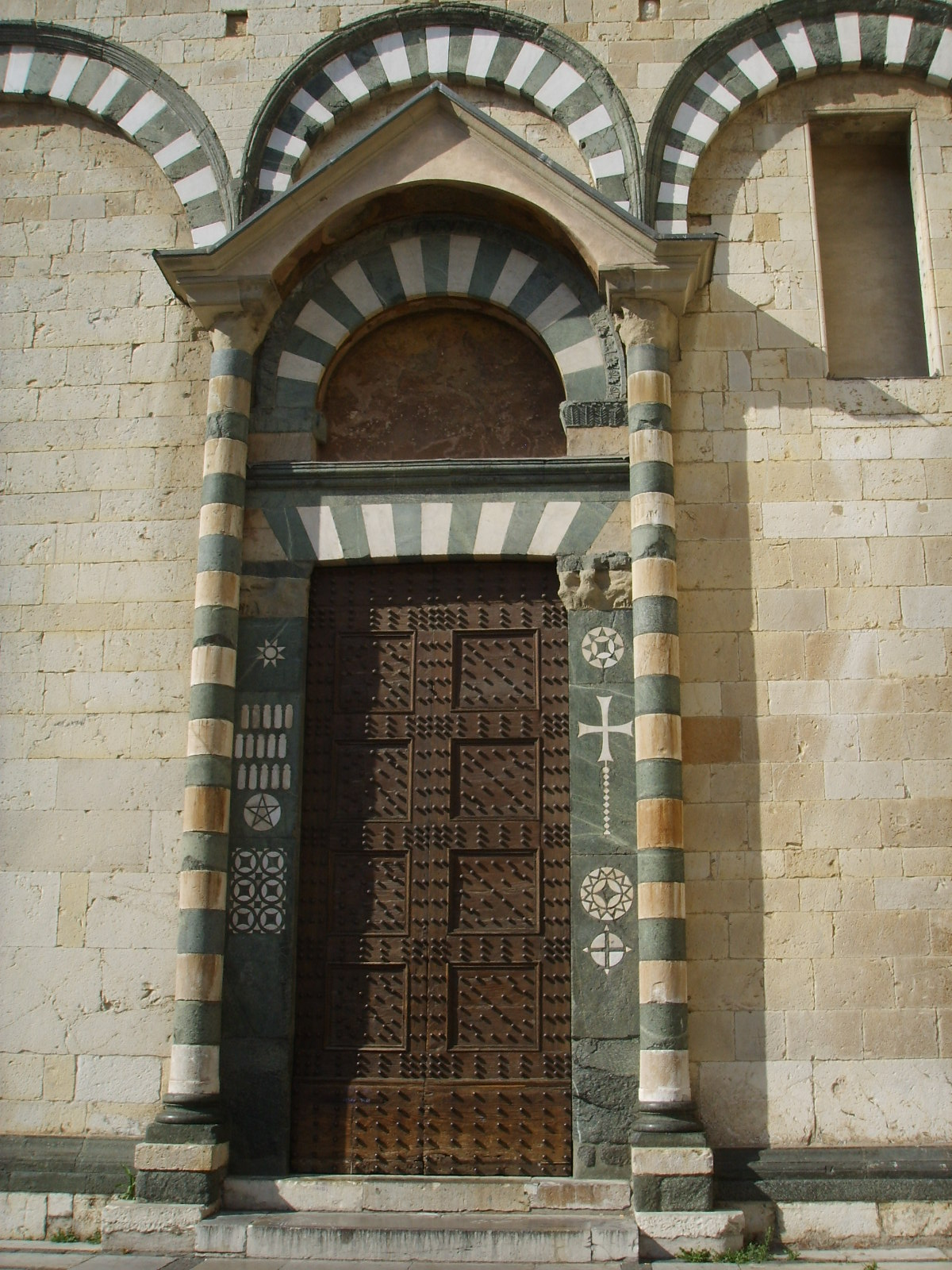
Portail sud, Prato
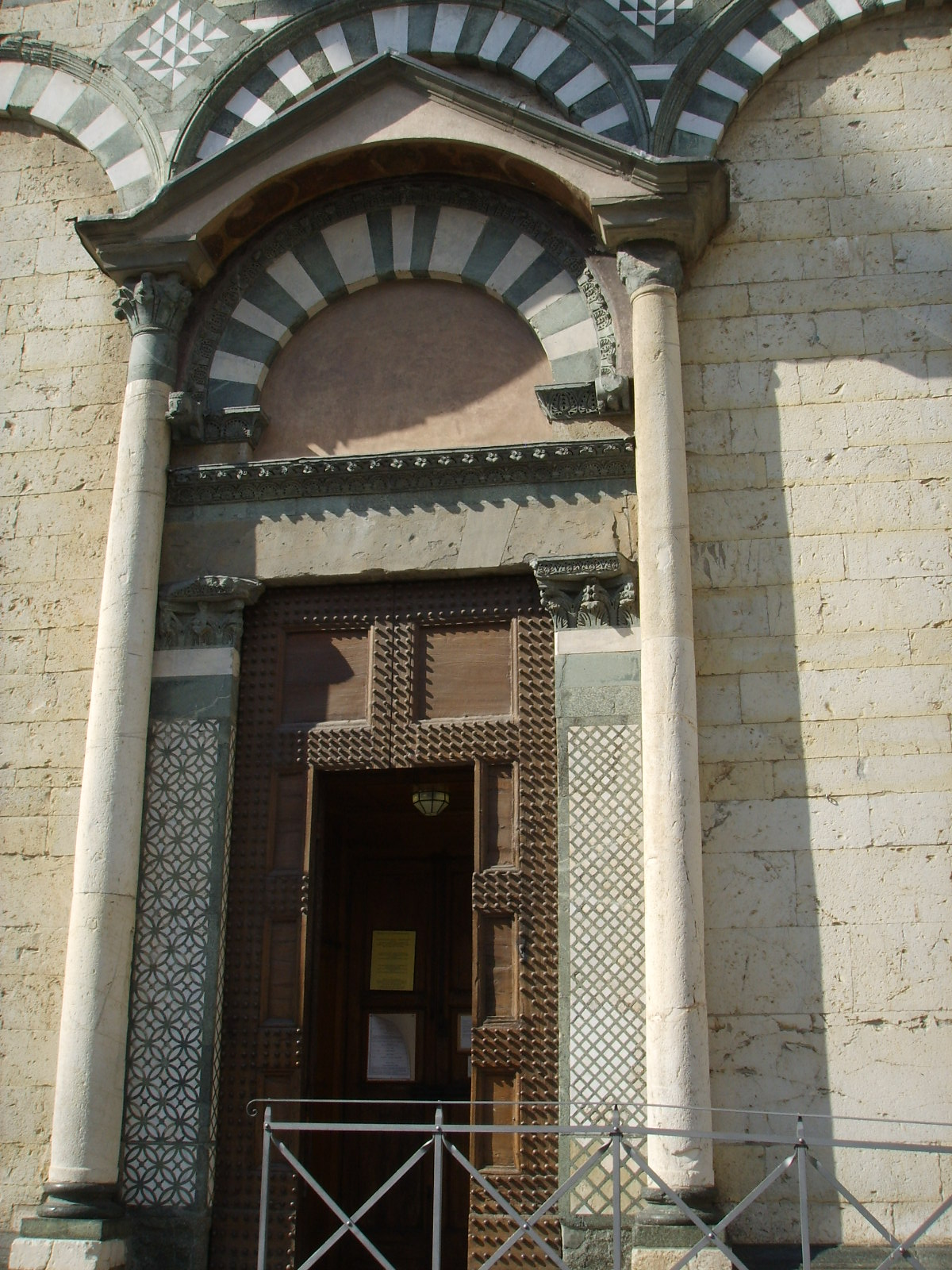
Second portail sud, Prato

### Pise
À Pise, on trouve des formes très proches de l'œuvre de Guidetto sur les consoles et quelques chapiteaux de l'intérieur du baptistère, à motifs végétaux et figuratifs, parfois d'ascendance mythologique, exécutés entre la fin du XIIe siècle et 1320. Dans ce cas également, il n'est pas aisé de parvenir à formuler une précise chronologie des sculptures. Il est possible que les consoles furent exécutées en premier, puis les chapiteaux figuratifs, enfin ceux à motifs végétaux qui rappellent ceux de la cathédrale de Prato et les œuvres de Lanfranco Bigarelli à Pistoia et dans l'église abbatiale de Buggiano Castello (Val di Nievole), à tel point que l'on est tenté de les attribuer à son entourage direct.

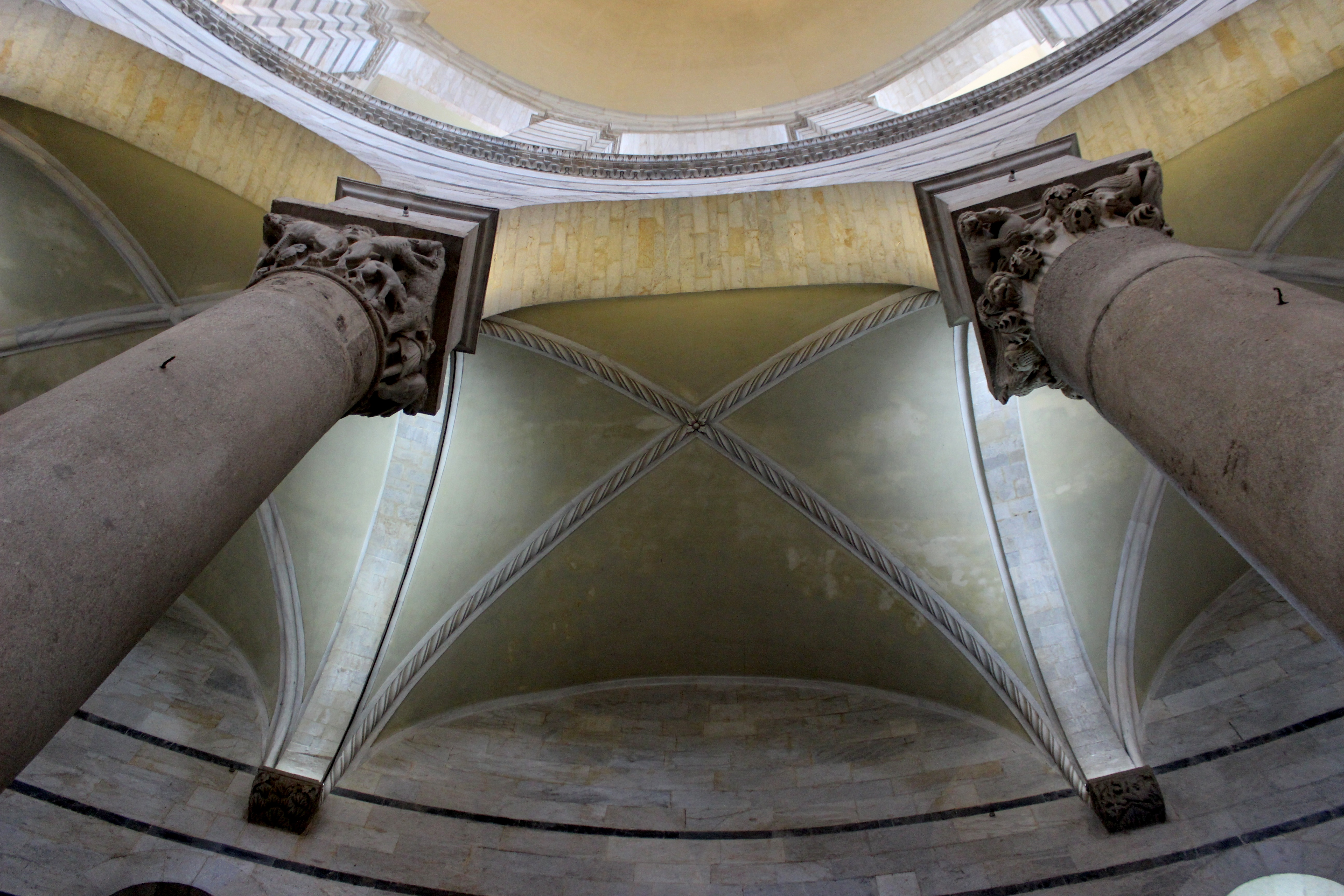
Consoles et chapiteaux, baptistère de Pise

Parmi les élèves de Guidetto se trouvait probablement son fils, Lombardo di Guido da Como (qui à son tour fut le père d'un sculpteur du nom de Guido), architecte responsable du chantier de la cathédrale lucquoise dans les années entre 1340 et 1360, époque durant laquelle furent réalisées les décorations sculptées du mur interne du porche, certainement l'auteur de quelques-unes des scènes sculptées. La critique reste toutefois partagée sur la possibilité de reconnaître l'intervention du sculpteur dans les éléments du portail central.
On retrouve encore des indices de la sculpture de Guidetto dans les édifices religieux de la Toscane côtière et jusqu'en Sardaigne.